# Rudi Bergmann
Rudi Bergmann (* 15. März 1916 in Braunsberg/Ostpreußen; † 19. Januar 2003) war ein deutscher Politiker der CDU.

## Leben und Beruf
Bergmann, der sein Abitur auf der Hermann-von-Salza-Schule in Braunsberg ablegte, war Lehrer von Beruf und brachte es bis zum Schulleiter. In den 1970er Jahren war er zudem Aufsichtsratsmitglied der Hamburger Wasserwerke.

## Abgeordneter
Von 1959 bis 1966 gehörte Bergmann der Bezirksversammlung Hamburg-Mitte an, von 1961 an war er dort Vorsitzender der CDU-Fraktion. Er war von 1957 bis 1978 Mitglied der Hamburgischen Bürgerschaft. Als schulpolitischer Sprecher der CDU-Bürgerfraktion sprach er sich 1968 gegen das neue Hamburger Schulgesetz aus, weil es das Beteiligungsrecht der Eltern an der Schulerziehung auf Soll-Vorschriften reduziere.